# Pałac Toepfferów w Szczecinie
Pałac Toepfferów (niem. pot. Parkhaus) – rezydencja Toepfferów, szczecińskiej rodziny fabrykanckiej, wzniesiona w 1906 r. przy ul. Grabowej na terenie Parku Leśnego Zdroje na osiedlu Zdroje, w dzisiejszej dzielnicy Prawobrzeże. Rozszabrowana i rozebrana w celu pozyskania cegieł po zakończeniu II wojny światowej.

## Historia
W 1906 r. Hellmut Toepffer, właściciel Fabryki Cementu Portlandzkiego „Stern” Toepffer, Gravitz & Co., podjął decyzję o wzniesieniu nowej rezydencji dla swojej rodziny. Jako lokalizację wybrał okolice sztucznej groty przy ul. Grabowej. Dotychczasowy dom rodzinny stał się zbyt mały, nie był także dostosowany do podejmowania gości przyjeżdżających do fabryki w interesach. Nowy pałac był dwupiętrowy, kryty mansardowym dachem. Składał się z 30 pokoi, w tym dwóch sypialń, garderoby, dziewięciu pokoi gościnnych, łazienki, gabinetu do pisania dla pań, gabinetu do pracy, ogrodu zimowego, pokoju do gry w bilard, pokoju w stylu wschodnioazjatyckim i biblioteki.
W latach 1909–1910 Toepffer dobudował do pałacu Salę Renesansową, która pomieściła jego prywatną kolekcję dzieł sztuki renesansowej. Główną ozdobą nowej sali była marmurowa kopia posągu Mojżesza dłuta Michała Anioła. Oprócz niej salę ozdobiły portrety członków rodziny. W bibliotece znajdowało się około 5000 książek, w tym rzadkie wydanie dzieł Voltaire'a w formie 92 tomów w skórzanych oprawach. Pokoje mieszkańców i przestrzenie wspólne ozdobiono kopiami obrazów malarzy niemieckich i holenderskich.
W marcu 1945 r. Toepffer wynajął górne piętro pałacu konsulatowi szwedzkiemu, aby uchronić rezydencję od zniszczeń wojennych. Pałac przetrwał II wojnę światową nietknięty, ale po wojnie większość dzieł sztuki została rozkradziona, prawdopodobnie przez żołnierzy radzieckich. Uratowano jedynie posąg Mojżesza, który obmurowano cegłami, a w 1948 r. przekazano do Warszawy. Po rozszabrowaniu budynek zaczął popadać w ruinę: w 1948 r. nie było już dachu, części stropów i ścian zewnętrznych. Pałac przestał istnieć na początku lat 50. XX wieku w związku ze stopniową rozbiórką jego murów w celu pozyskania cegły. Do czasów współczesnych z pałacu zachowały się tylko fragmenty ogrodzenia, schody, kawałki kolumn i betonowa podstawa pomnika Mojżesza.

## Dzieła sztuki

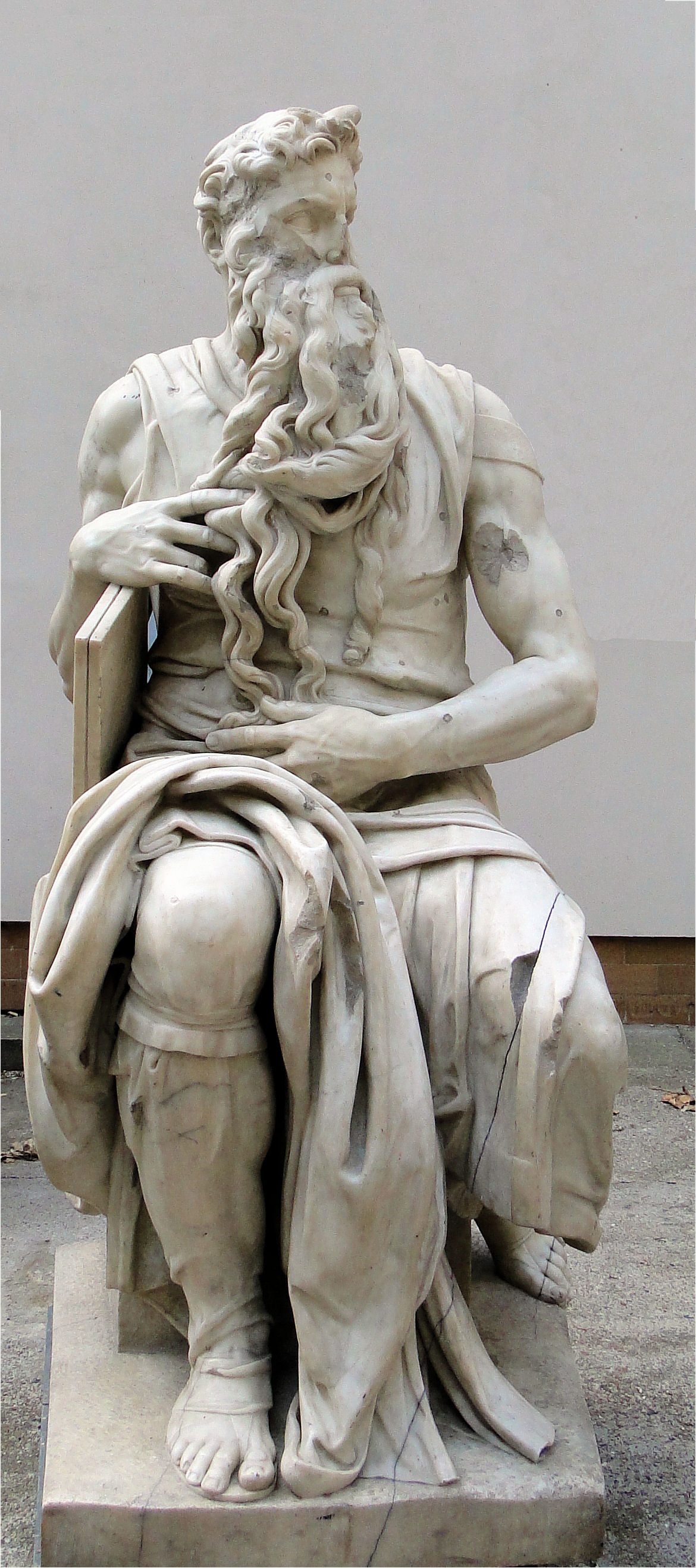
Mojżesz, rzeźba zdobiąca niegdyś Salę Renesansową pałacu. Dziś w zbiorach Muzeum Narodowego w Szczecinie.

W pałacu znajdowała się bogata kolekcja rzeźb oraz obrazów:

### Sala Renesansowa
- Mojżesz (kopia posągu Michała Anioła)
- Król Artur (kopia posągu Petera Vischera starszego)
- Teodoryk Wielki (kopia posągu Petera Vischera starszego)
- siedem obrazów członków rodziny Toepffer

### Hol
- Głowa starca (Jusepe de Ribera)
- jeden z obrazów Bartholomeusa van Bassena,
- obraz nieznanego holenderskiego malarza z ok. 1599 r.

### Pokój Pana
- pojedyncze obrazy Barenda Cornelisa Koekkoeka i Johanna Heinricha Schrödera

### Pokój Pani
- pojedyncze obrazy Enrique Serry, Richarda B. Adama, Adalberta Wexa, Charlesa Hogueta, Friedricha Voltza, Ludwiga Faya, Hermanna Wilhelma Eschke, Marii Eugénie Coulin-Moinot i Carla Jutza
- dwa obrazy rodzinne autorstwa Reinholda Dieffenbachera

### Pokój Elsy Toepffer
- pojedyncze obrazy Carla Ernsta Morgensterna, Paula Bauma i Josepha Wengleina

### Jadalnia
- pięć kopii obrazów Bartolomé Estebana Murilla

### Korytarz
- 135 obrazów, szkiców i zdjęć przedstawiających Szczecin

### Palarnia
- obraz rodziny z 1885 r.
- pojedyncze obrazy H. Reitza, H. F. Katte, Marii Eugénie Coulin-Moinot, I. H. Brandta